# Musée des Beaux-Arts (Straatsburg)
Het Musée des Beaux-Arts is een museum voor schone kunsten in de Franse stad Straatsburg, onderdeel van de stedelijke instelling Musées de la Ville de Strasbourg. Het is gevestigd op de eerste verdieping van het 18e-eeuwse Palais Rohan, waar nog twee andere musea huizen. De bezoeker krijgt een overzicht van de Europese schilderkunst van de 14e eeuw tot 1870.

## Geschiedenis
Door het besluit-Chaptal van 1801 hoorde Straatsburg bij de provinciesteden die door Napoleon kunstwerken uit het Musée central d'art kregen toegewezen als ze een geschikt museum inrichtten. De nodige schikkingen werden getroffen en eind 1802 kwam een eerste lading van 22 werken toe uit Parijs, weldra aangevuld tot een totaal van 43. De schilder Christophe Guérin die het konvooi leidde, werd in 1803 de eerste conservator van de Galerie des peintures de la Ville. Op vraag van het Louvre restitueerde hij in 1816 zeven schilderijen, waaronder werk van Rubens. De galerij was aanvankelijk gevestigd in het Palais Rohan, nadien in het stadhuis, en vanaf 1869 in de Aubette. De collectie telde toen 148 schilderijen, 38 beeldhouwwerken en een prentenkabinet.
Nauwelijks een jaar na de verhuizing brak de Frans-Duitse Oorlog uit en werd de stad belegerd. Het Pruisische geschut veroorzaakte op 24 augustus 1870 een stadsbrand, die onder meer de Aubette trof. De volledige collectie ging in vlammen op. In het voortaan weer Duitse Straatsburg werd beslist om de verdwenen musea herop te richten. Keizer Willem II stelde daartoe in 1889 Wilhelm Bode aan als directeur en schonk zelf een schilderij van Hans Baldung. Het volgende jaar volgde de opening van een galerij met 68 schilderijen. In 1898 kreeg de stad meer dan een half miljoen mark als schadeloosstelling voor het beleg en konden de ambities worden aangescherpt. Het Kunstmuseum der Stadt Straßburg nam vanaf 1899 zijn intrek in het Palais Rohan, waar voordien de universiteit was gevestigd. Bode, die een fijn kenner was en over een groot netwerk beschikte, leefde zich uit met aankopen van vooral Italiaanse, Vlaamse en Hollandse meesters. Tegen 1912 had hij, ook dankzij donaties, een uitnemend geheel van 263 schilderijen samengesteld.
Na de Eerste Wereldoorlog werd Straatsburg weer Frans. Bode moest vertrekken en het was de francofiel Hans Haug die de schilderijen uit de kelders mocht halen. Hij kwam in 1919 aan het hoofd van de stedelijke musea en zorgde voor een planmatige herindeling. Voor het kunstmuseum zette hij de aankooppolitiek voort op kleinere schaal, met bijzondere aandacht voor het vullen van de Franse lacune, maar zonder de Nederlanden, Italië en Spanje te verwaarlozen.
Tijdens de Tweede Wereldoorlog stelden de nazi's de kunsthistoricus Kurt Martin aan als directeur van de Städtischen Museen der Stadt Straßburg. Hij breidde de collectie enorm uit, onder meer door een veertigtal aankopen in Nederland, op een manier die begin 21e eeuw tot nogal wat restitutieclaims zou leiden. Naar het einde van de oorlog liet hij de voornaamste werken overbrengen naar kasteelkelders in de omgeving. Hoewel het Palais Rohan in 1944 werd getroffen door een Amerikaans bombardement, kwam de collectie relatief ongeschonden uit de oorlog en keerden de weggevoerde schilderijen met hulp van Martin terug.
Op 13 augustus 1947 brak een nieuwe brand uit in de reserves van het museum. Een dertigtal werken ging verloren, waaronder fraaie schilderijen van Francesco Guardi, Lucas Cranach de Oude, Thomas de Keyser en Antonio Pollaiuolo. Zestig andere leden schade. Dankzij tussenkomst van de verzekering kon het verlies waardig worden vervangen. Haug, die nog altijd conservator was, concentreerde zich op stillevens en portretten. In 1963 wist hij met steun van barones Cécile de Rothschild de hand te leggen op La Belle Strasbourgeoise van Largillierre.
Eind 20e eeuw kreeg het museum een rijk Italiaans barokfonds (Tiepolo, Ricci, Crespi, Canaletto) dankzij de verzamelaars Othon Kaufmann en François Schlageter. Ze verkochten een vijftal werken aan het museum en schonken er (onder voorbehoud van vruchtgebruik) negen in 1987 en nog eens acht in 1994. Andere gulle schenkers waren Roger en Elisabeth Eisenbeth in 2004 (veertien Vlaamse en Hollandse doeken) en Ann L. Oppenheimer in 2009 (elf werken door Sano di Pietro, Tintoretto, Grimmer en anderen).

## Collectie
Het museum focust bijna volledig op Europese schilderkunst van het type "oude meesters". Er is een kleine afdeling sculptuur met hoofdzakelijk portretbustes en -medaillons. Voor de middeleeuwen en de renaissance zijn de Rijnlandse kunstwerken ondergebracht in het Musée de l'Œuvre Notre-Dame. Voor de kunst na 1870 kan men in Straatsburg terecht in het Musée d'Art moderne et contemporain.
Het parcours begint met de Italiaanse en de Vlaamse Primitieven. Een Kruisiging op goud wordt sinds 1948 aan Giotto toegeschreven. Van Hans Memling bezit het museum de zesdelige Polyptiek van de aardse ijdelheden en de hemelse verlossing.

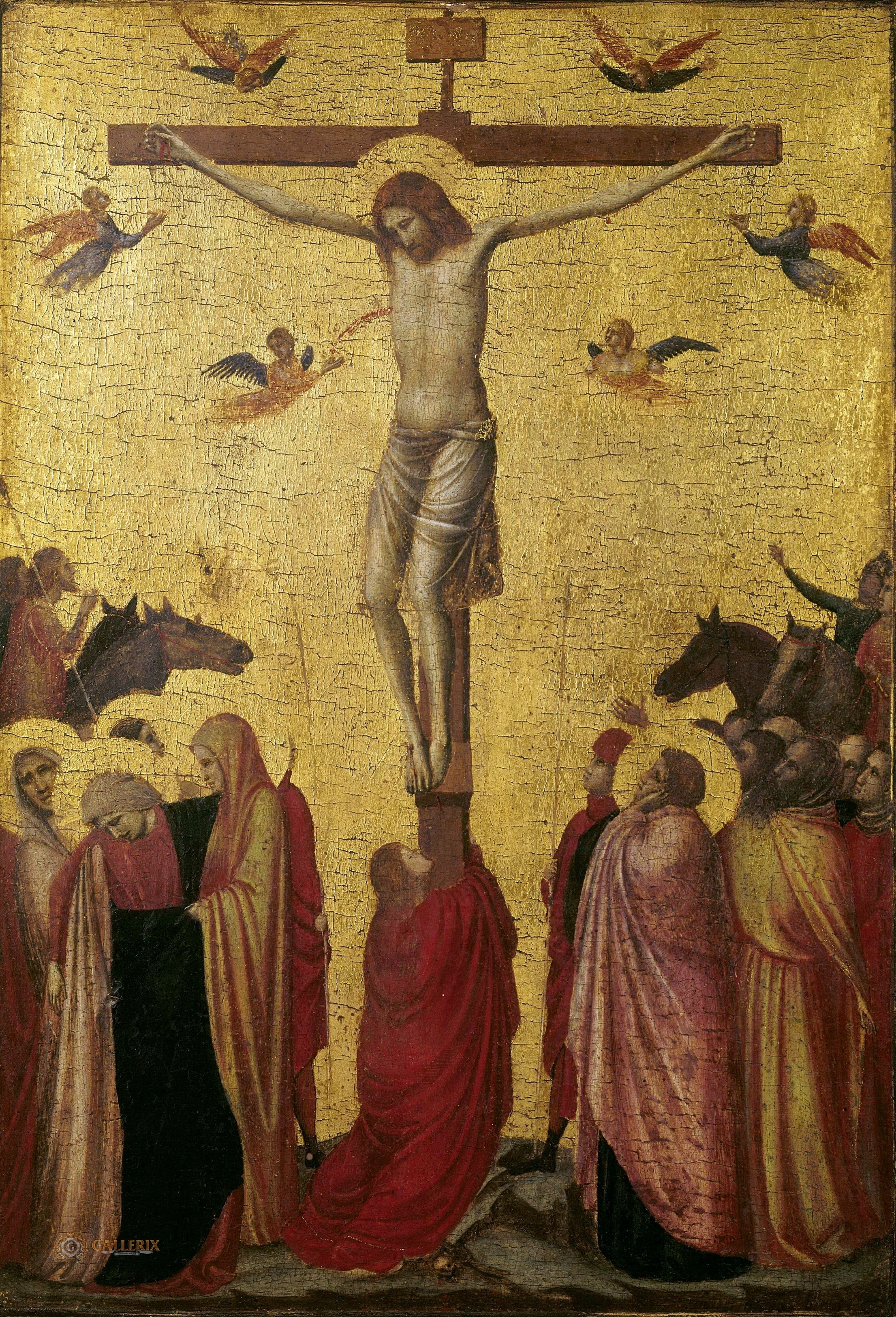
Kruisiging (Giotto)
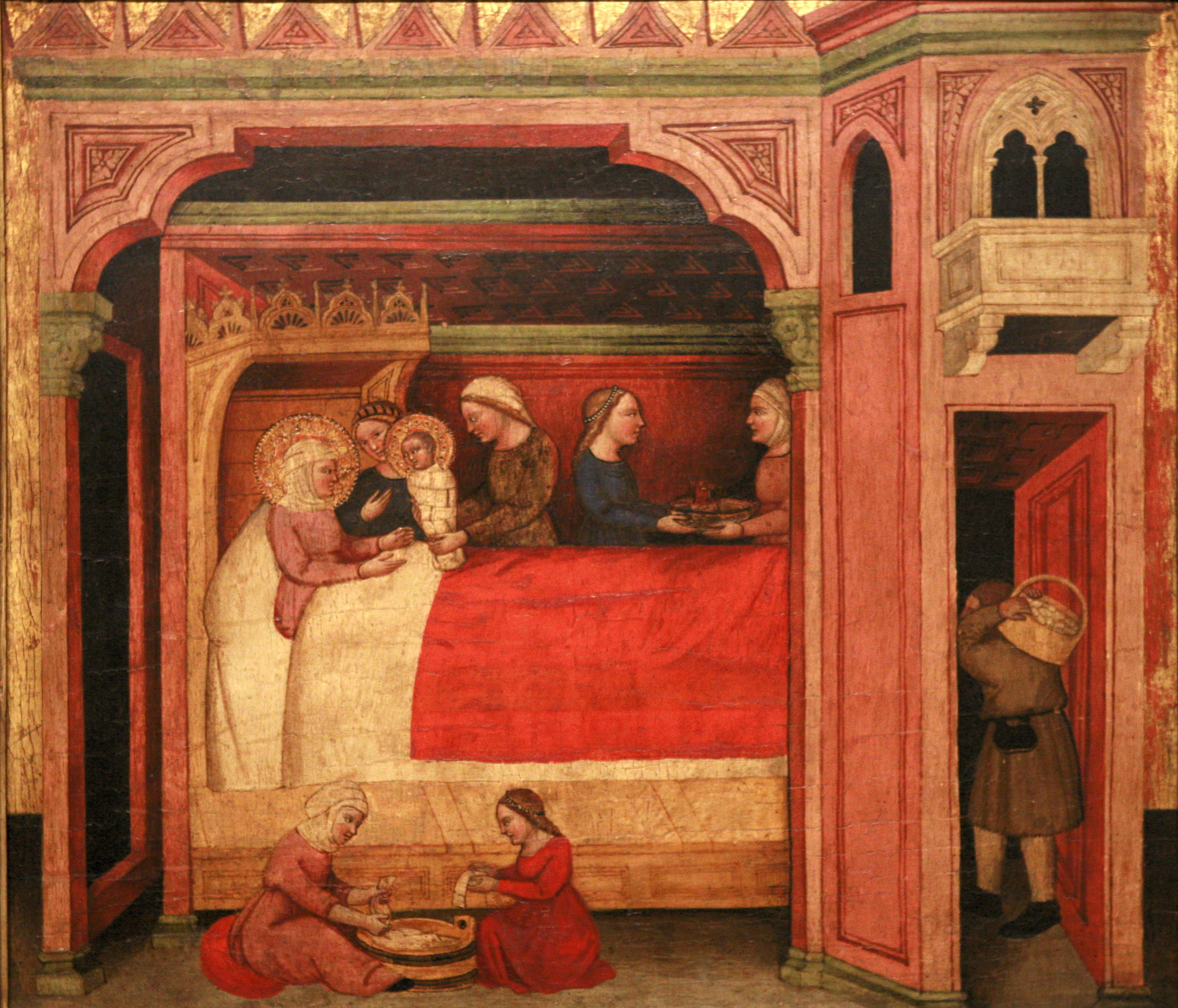
Geboorte van Maria (anoniem)
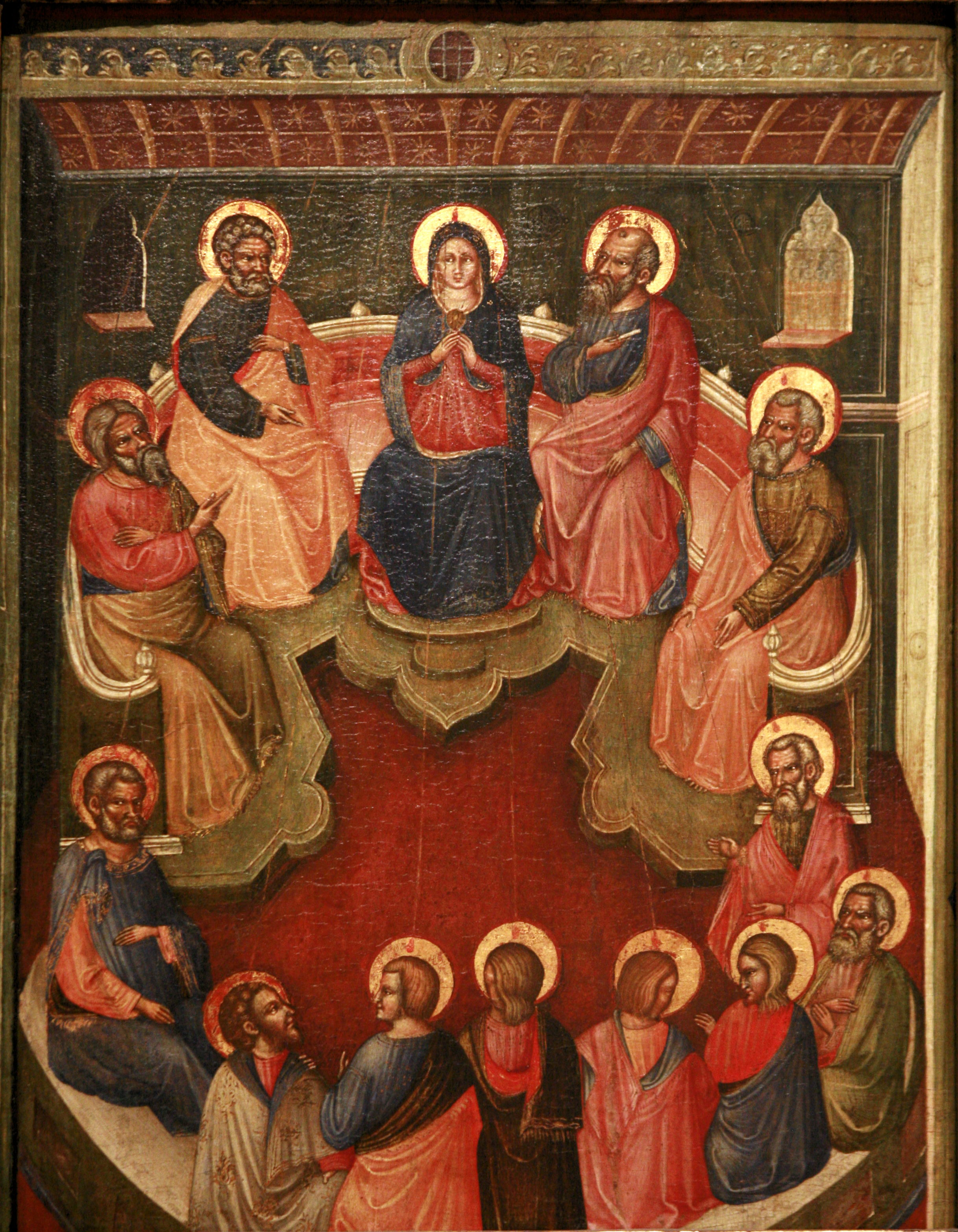
Pinksteren (Semeticolo of Veneziano)
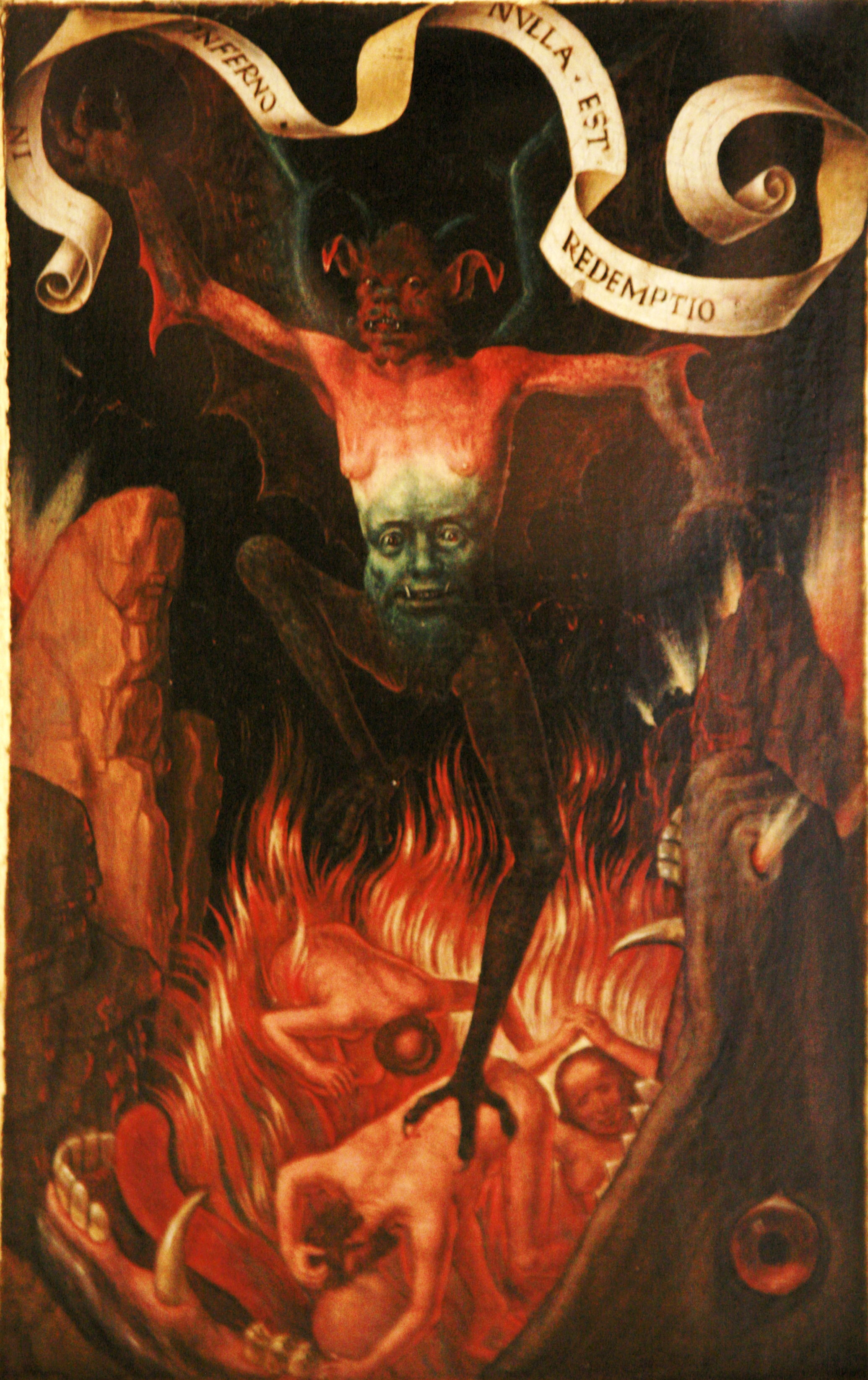
Hel (Memling)
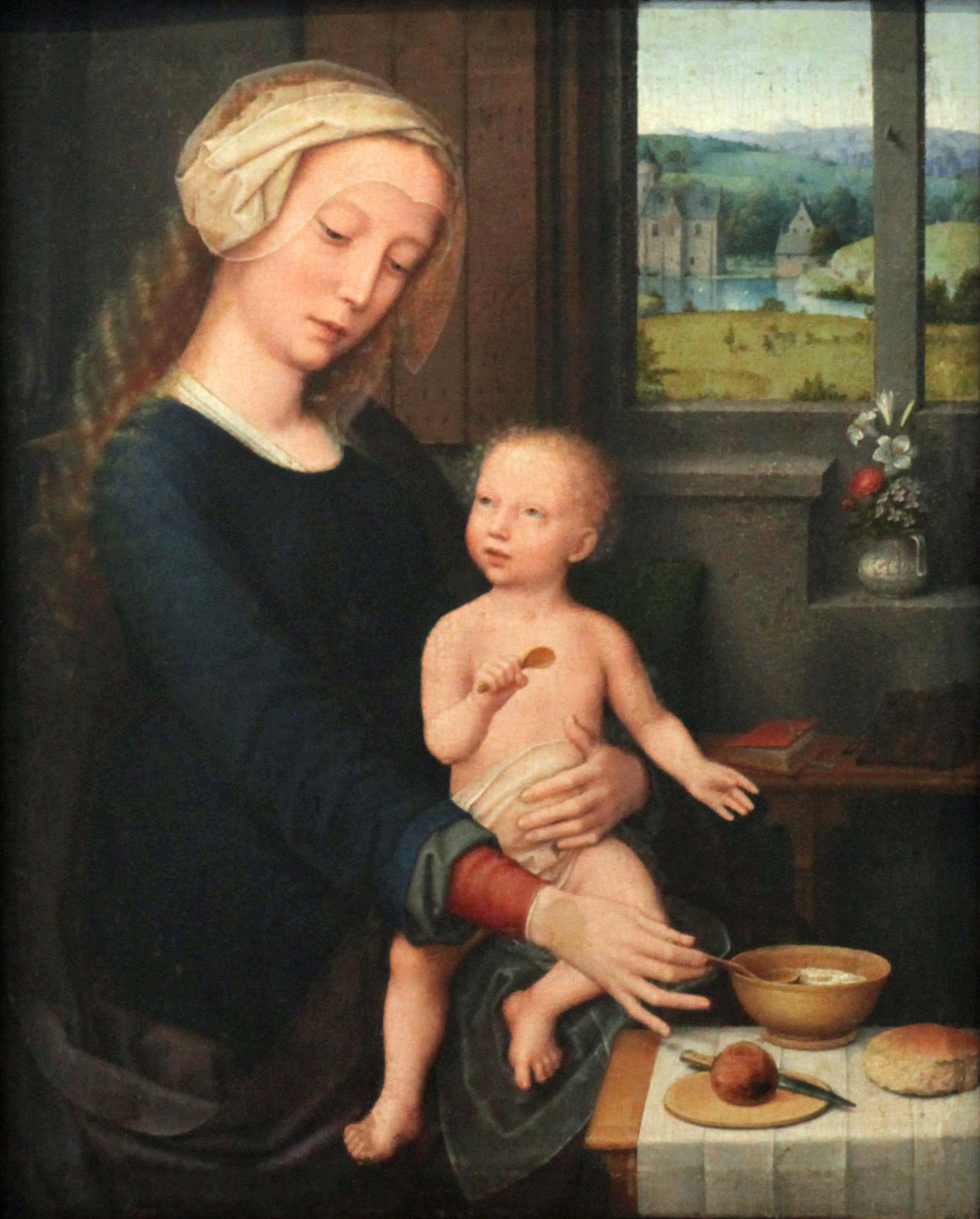
Madonna met de paplepel (David)

Voor de periode van de renaissance en het maniërisme is vooral Italië sterk vertegenwoordigd. Van Sandro Botticelli zien we een Madonna met Kind en twee engelen uit ca. 1468-1469. Correggio was met de belichting in het nachtelijke Judith en haar dienstmeid (ca. 1510) een eeuw vooruit op zijn tijd. Een prachtig vrouwenportret in de stijl van Raffaello Santi wordt toegeschreven aan Giulio Romano, mogelijk in samenwerking met de meester. Veronese vertelt de mythe van Kefalos en Prokris (ca. 1580). Van Jacopo Tintoretto is er een Kruisafneming en een portret. Uit Spanje omstreeks 1600 komt een Mater dolorosa van El Greco.

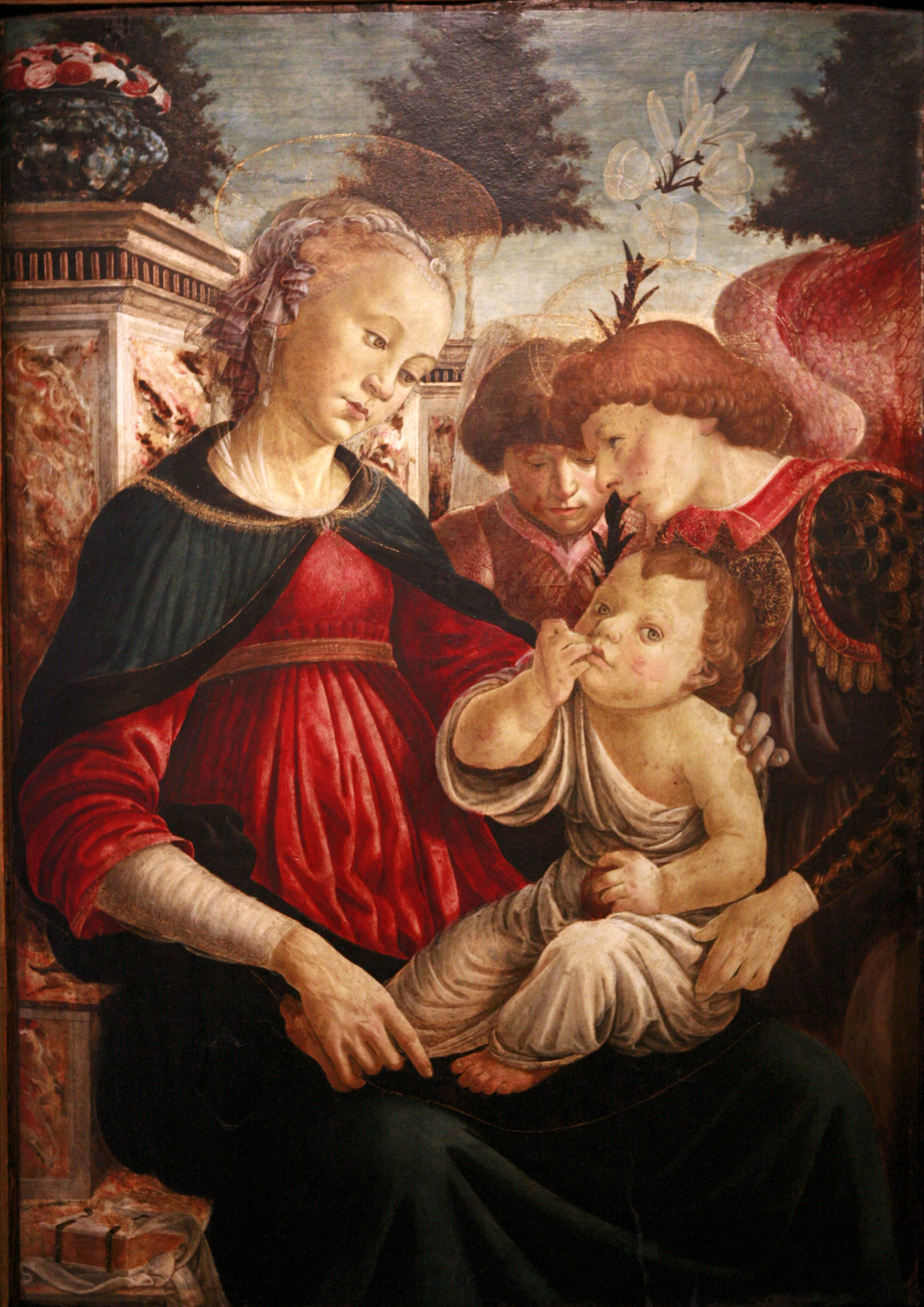
Madonna (Botticelli)
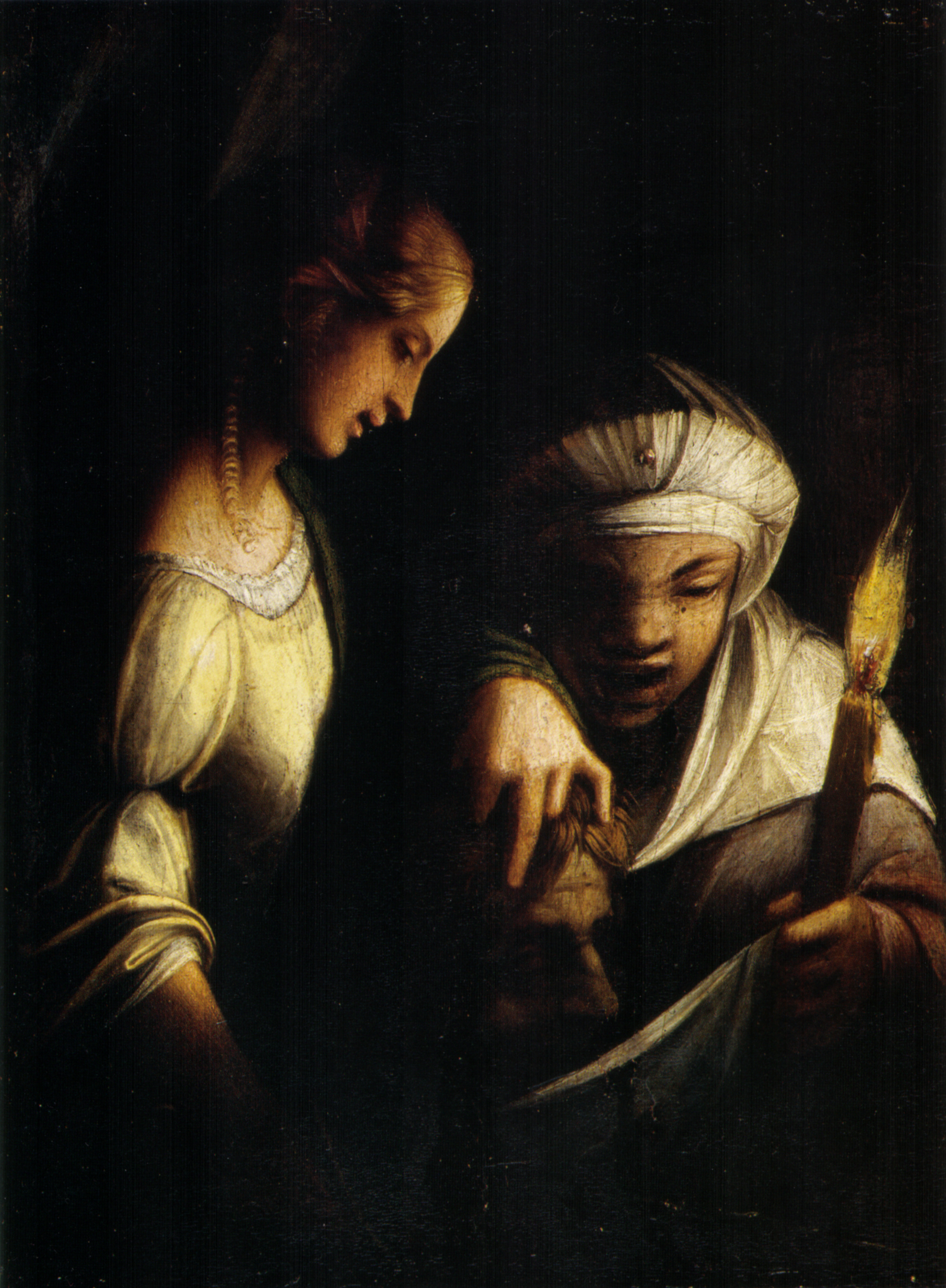
Judith (Correggio)
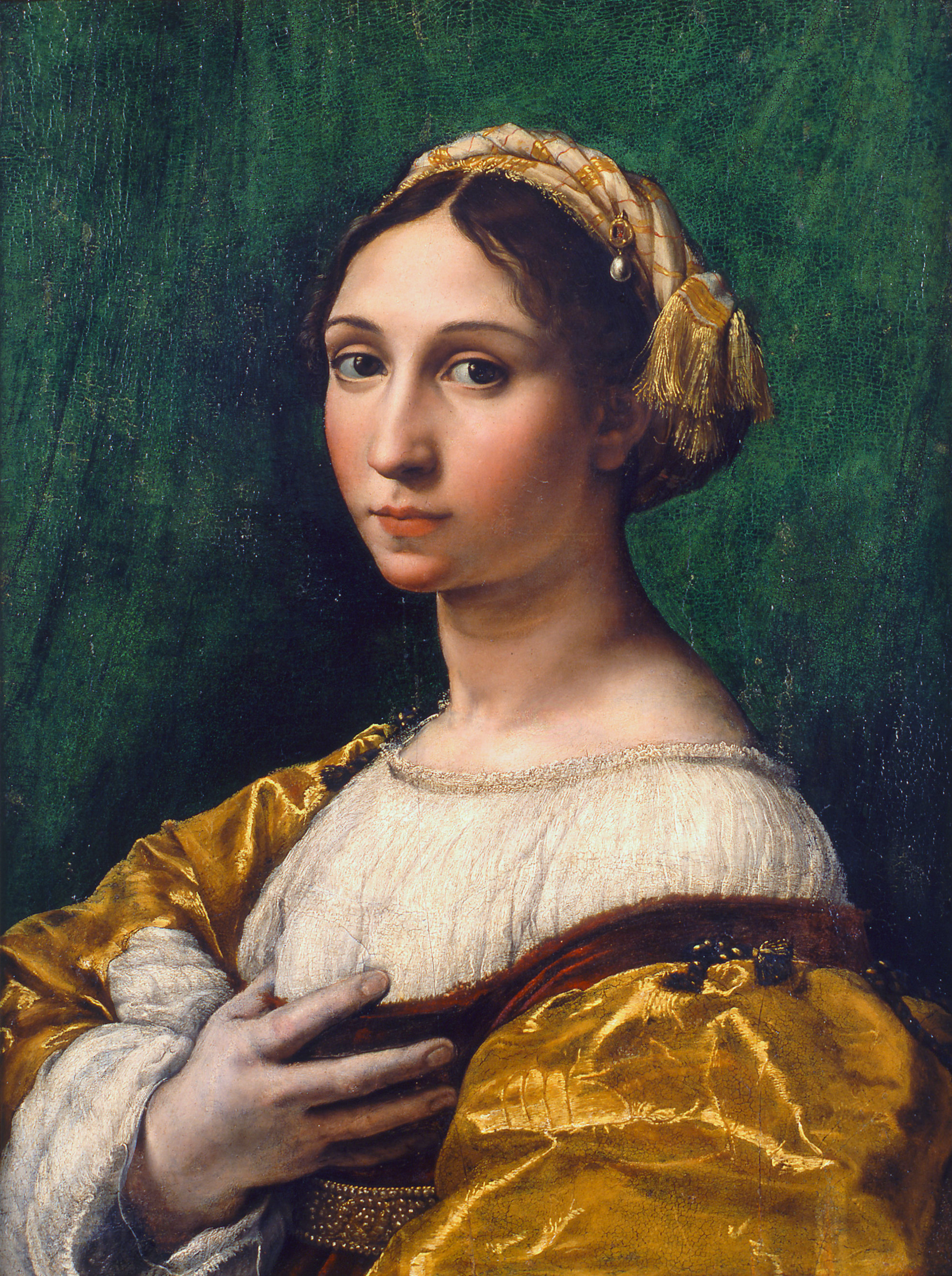
Vrouwenportret (Romano)
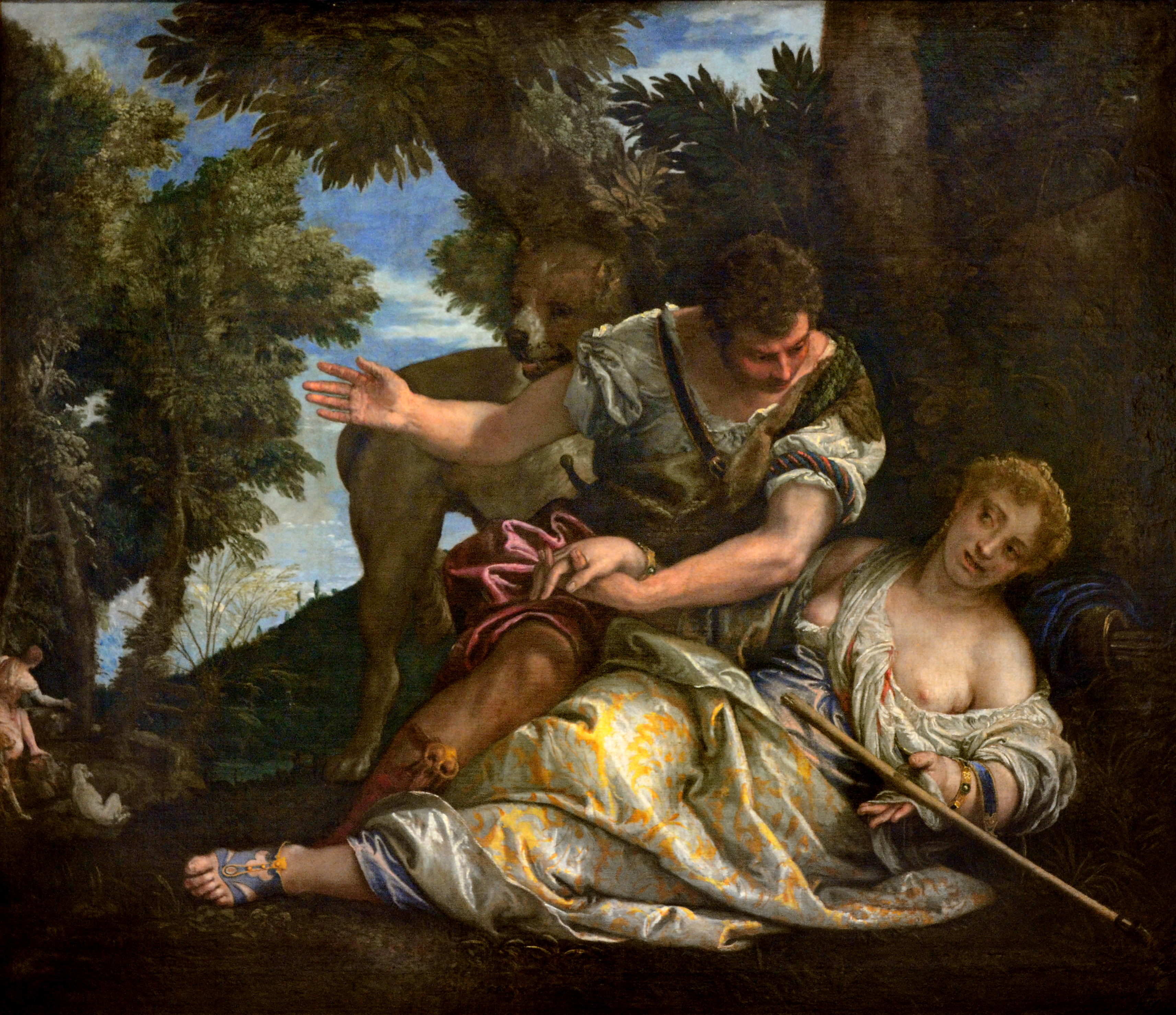
Kefalos en Prokris (Veronese)
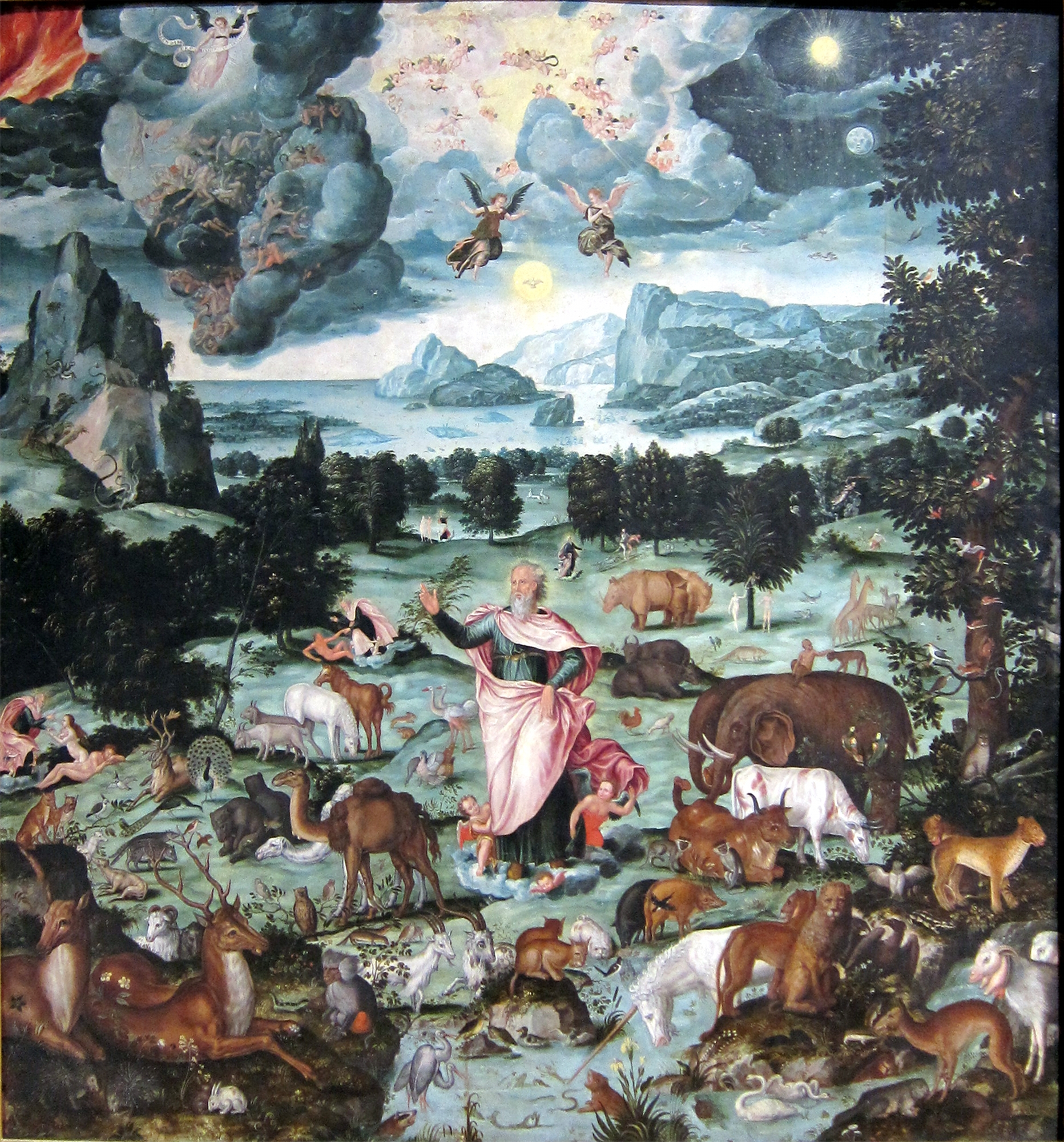
Schepping (Bocksberger)
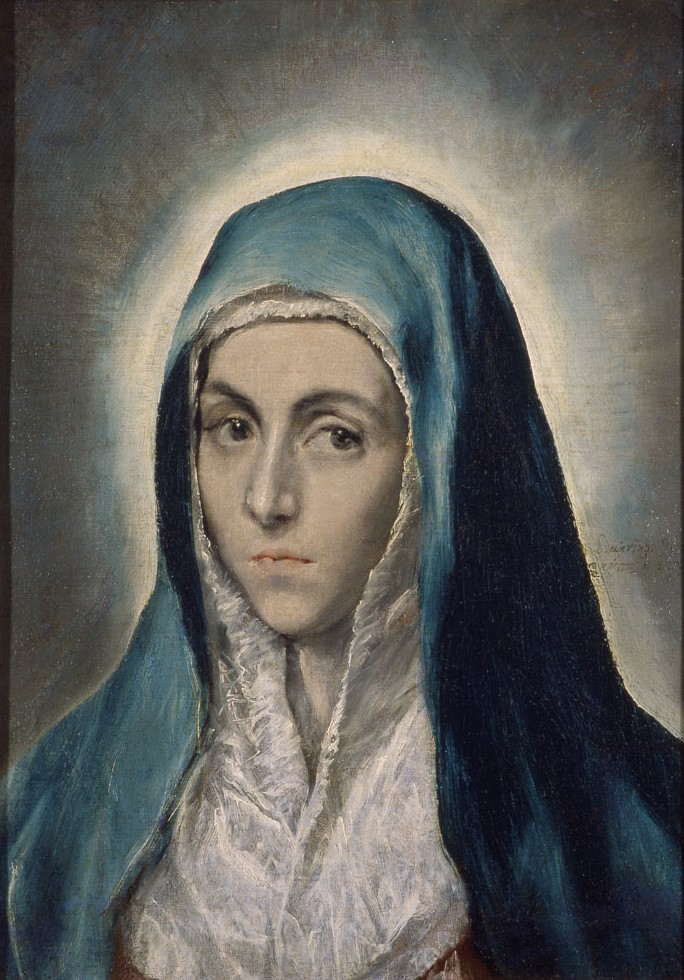
Mater dolorosa (El Greco)

Voor de 17e en de 18e eeuw is er een veelheid aan subtiele stillevens. De Vlaamse barok wordt getoond aan de hand van Rubens (drie werken op kleiner formaat), een portret door Van Dyck, en twee schilderijen van Jacques Jordaens en zijn atelier. Uit de Nederlandse Gouden Eeuw zijn diverse genres aanwezig. Genoemd kunnen worden het Wandelend koppel in het stadhuis van Amsterdam (Pieter de Hooch), een schuttersstuk van Cornelis Engelsz met 46 genodigden, alsook diverse landschappen van Salomon en Jacob van Ruysdael. Minder typisch zijn de Aanranding van een zwarte vrouw door Christiaen van Couwenbergh (1632) en Socrates, zijn twee vrouwen en Alkibiades door Reyer van Blommendael (1675). Een ander erotisch geconnoteerd werk, Badende mannen, is van Michiel Sweerts.

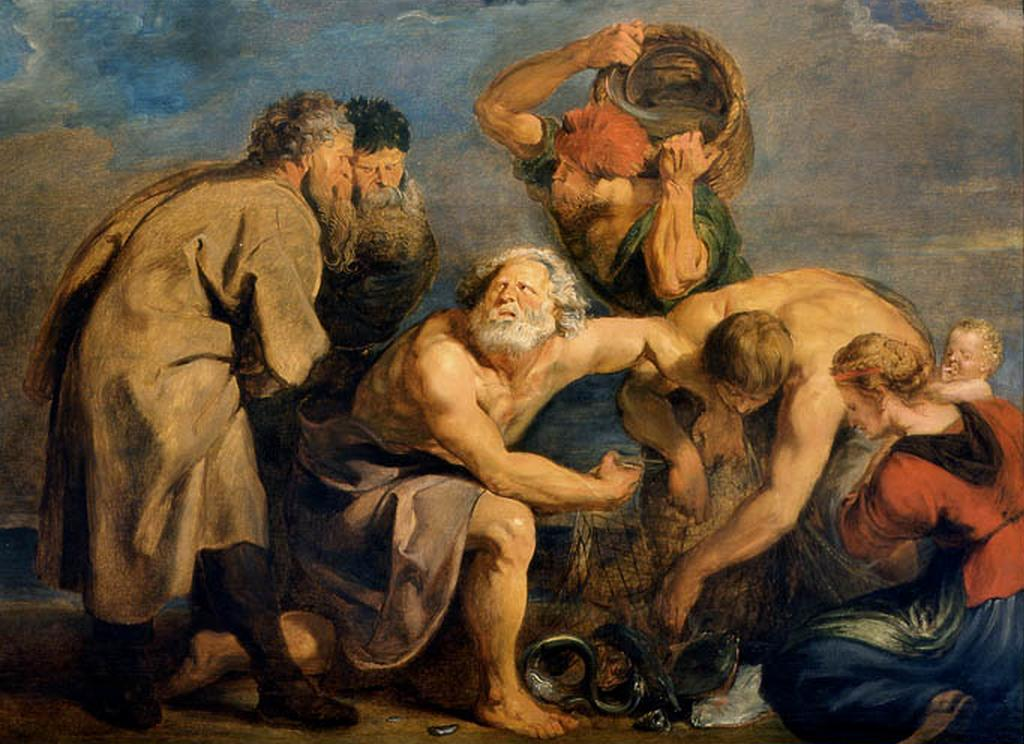
Wonderbaarlijke visvangst (Jordaens)
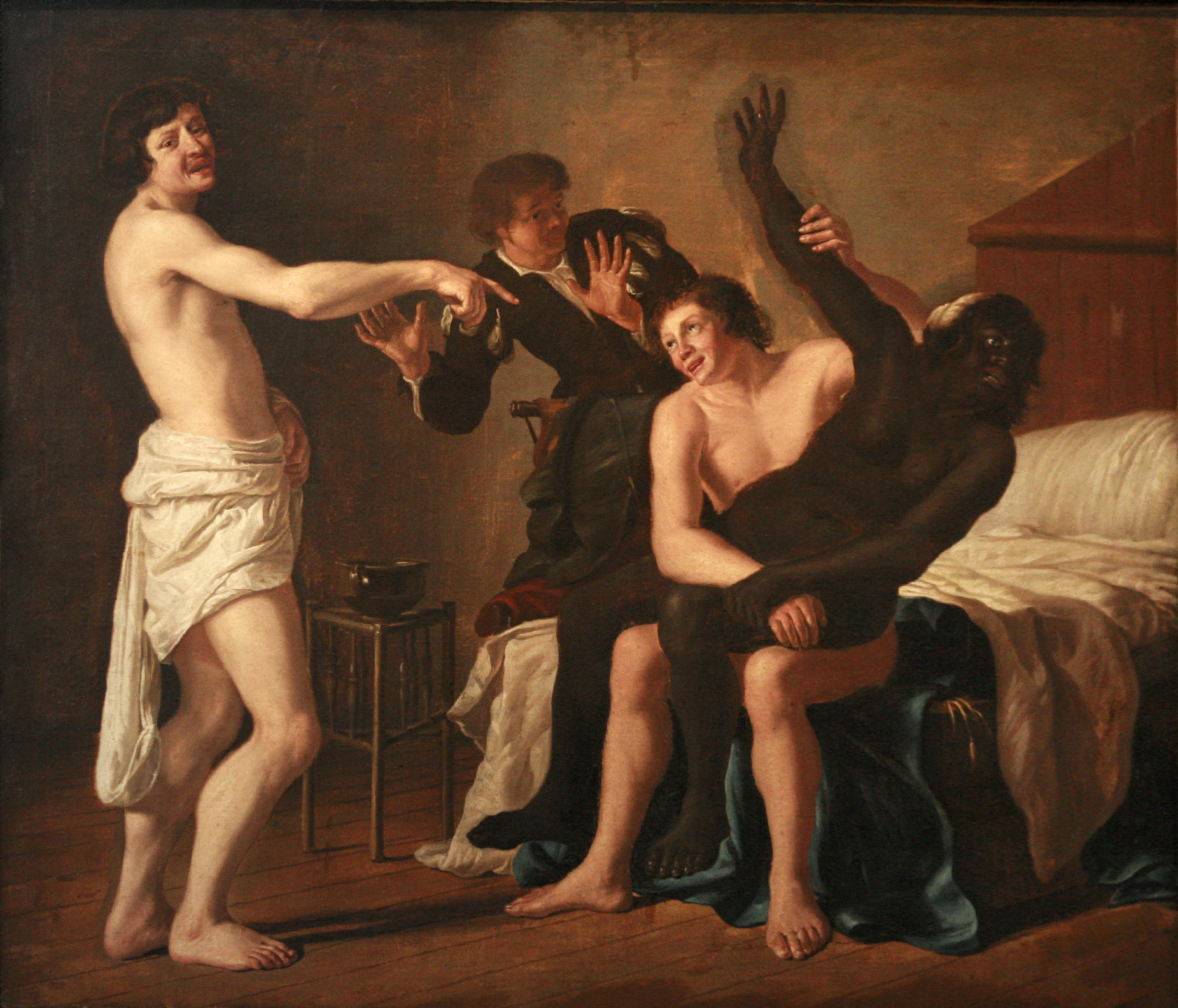
Aanranding (Van Couwenbergh)
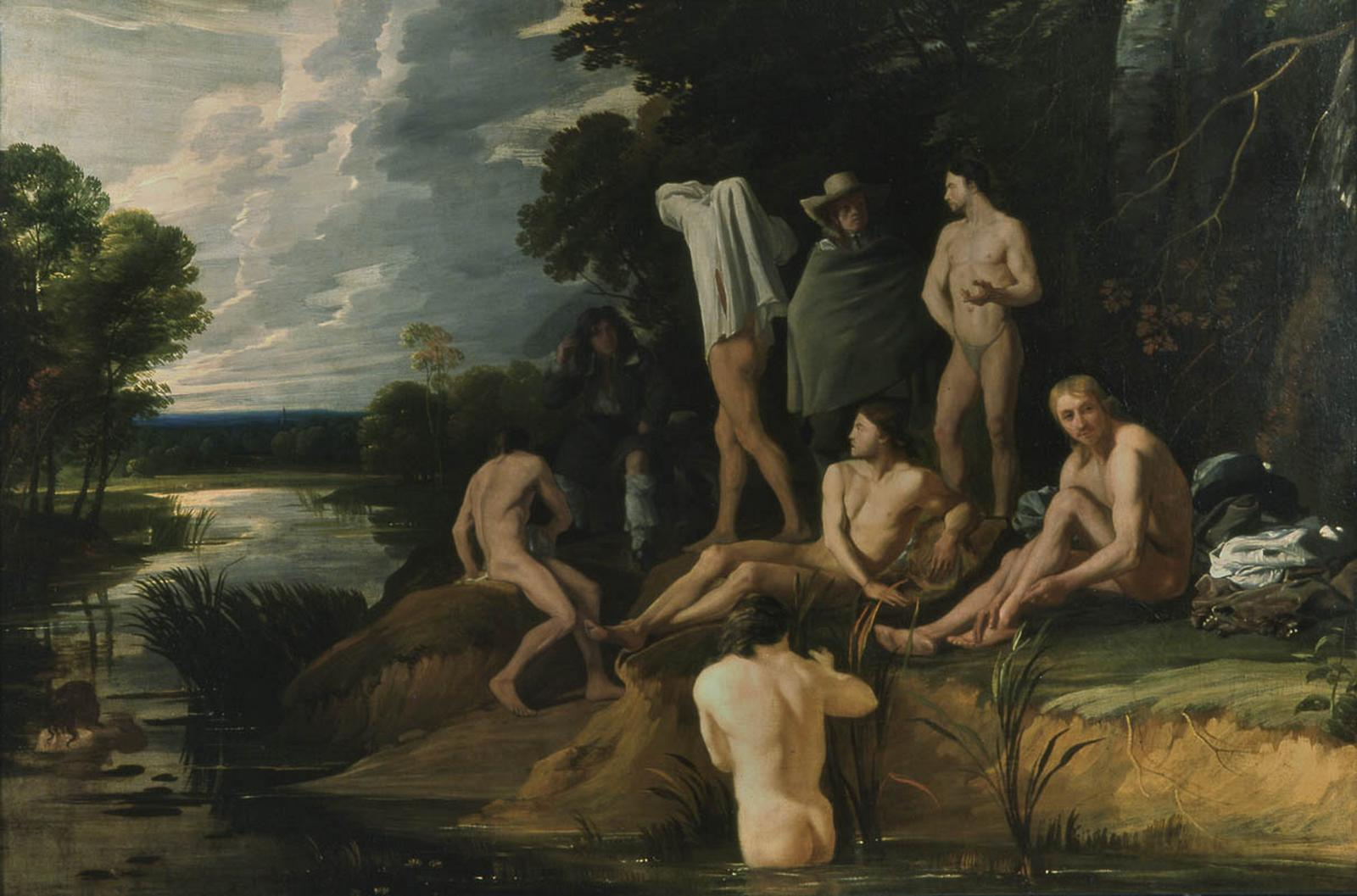
Badende mannen (Sweerts)
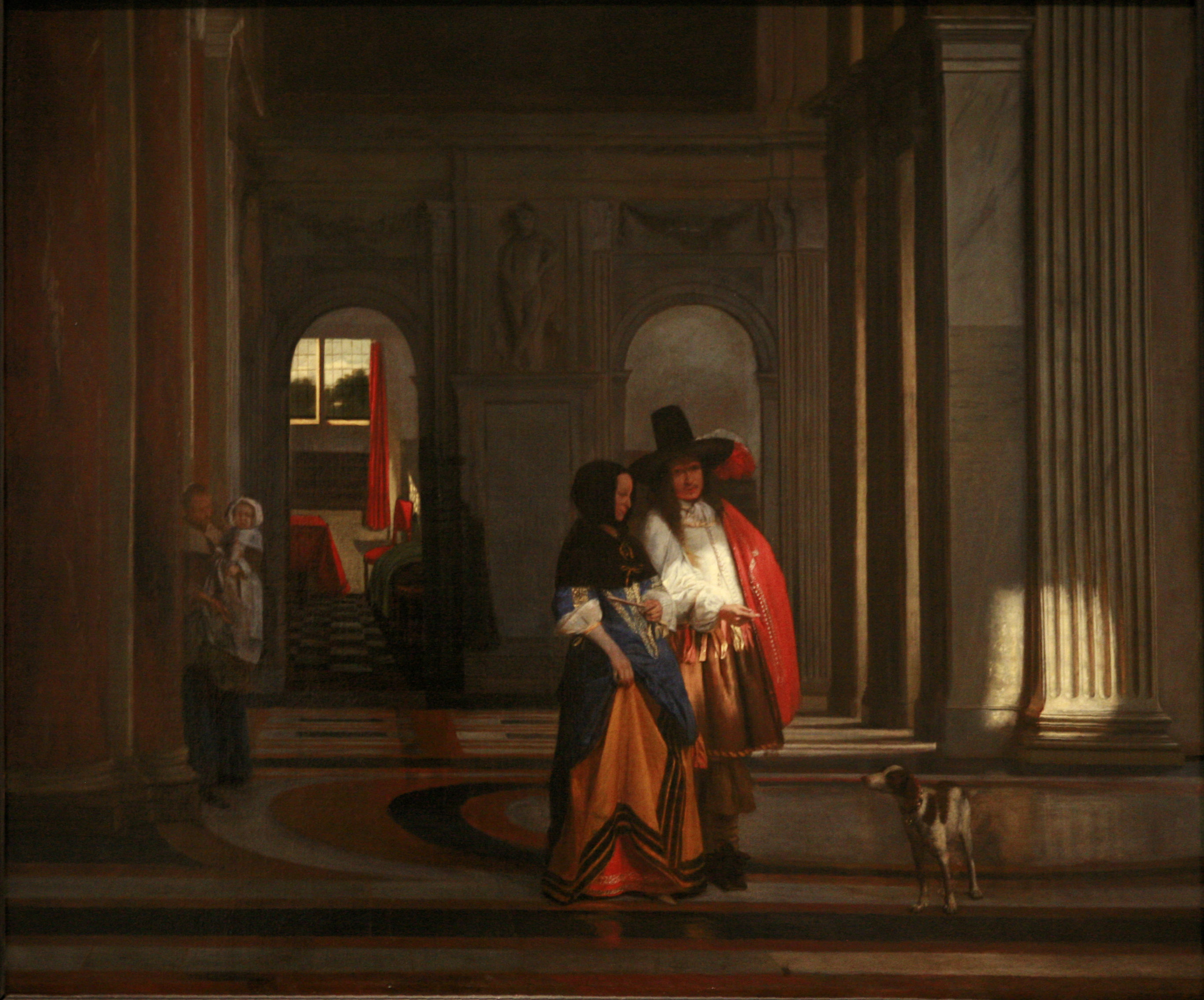
Wandelend koppel (De Hooch)
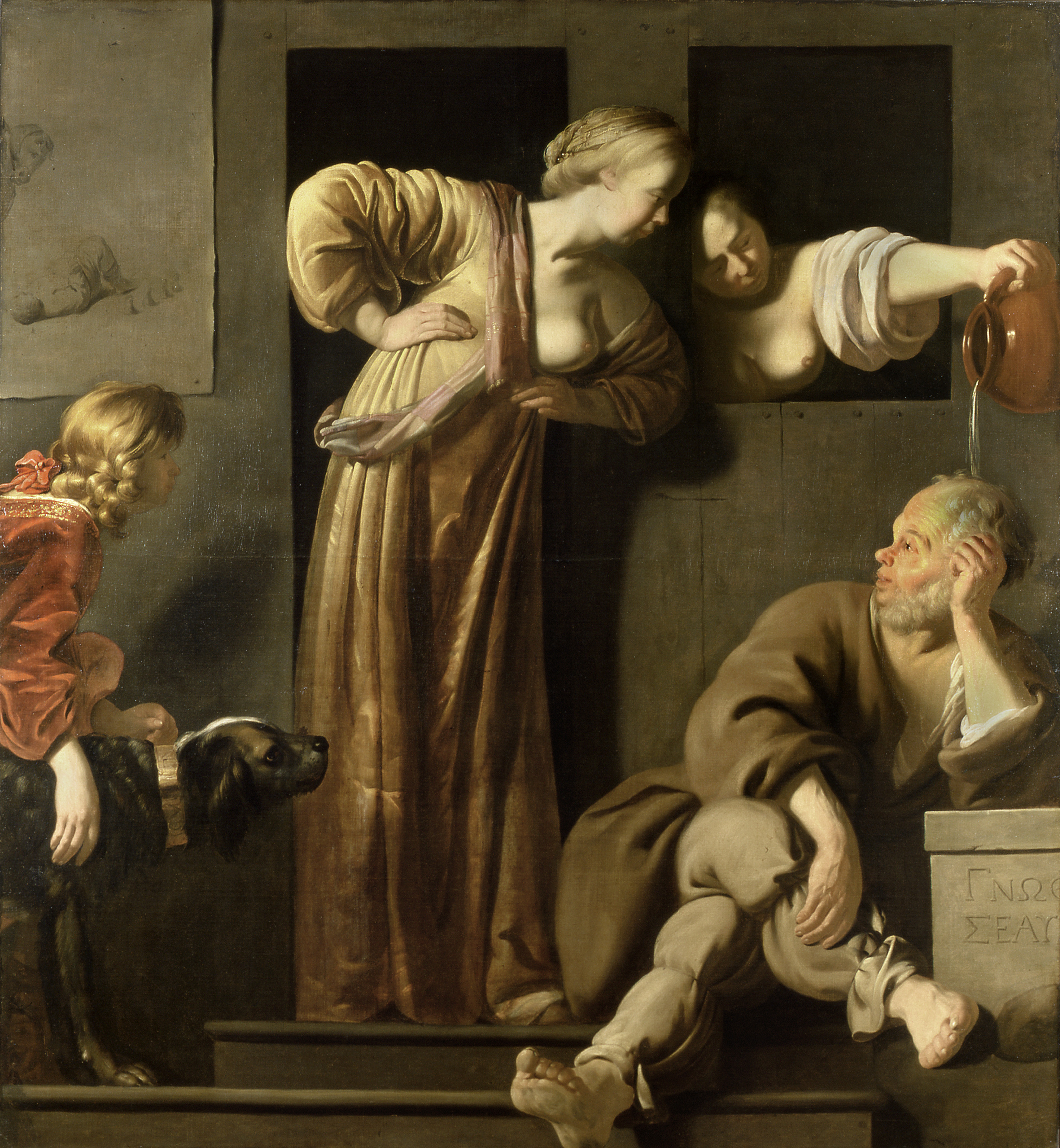
Socrates (Blommendael)

De Franse en Spaanse 17e eeuw is zichtbaar in werk van Simon Vouet, Philippe de Champaigne, Francisco de Zurbarán en José de Ribera. Met niets te vergelijken is het anonieme Vogels uit 1619, dat 71 vogels afbeeldt in een compositie die getuigt van horror vacui.

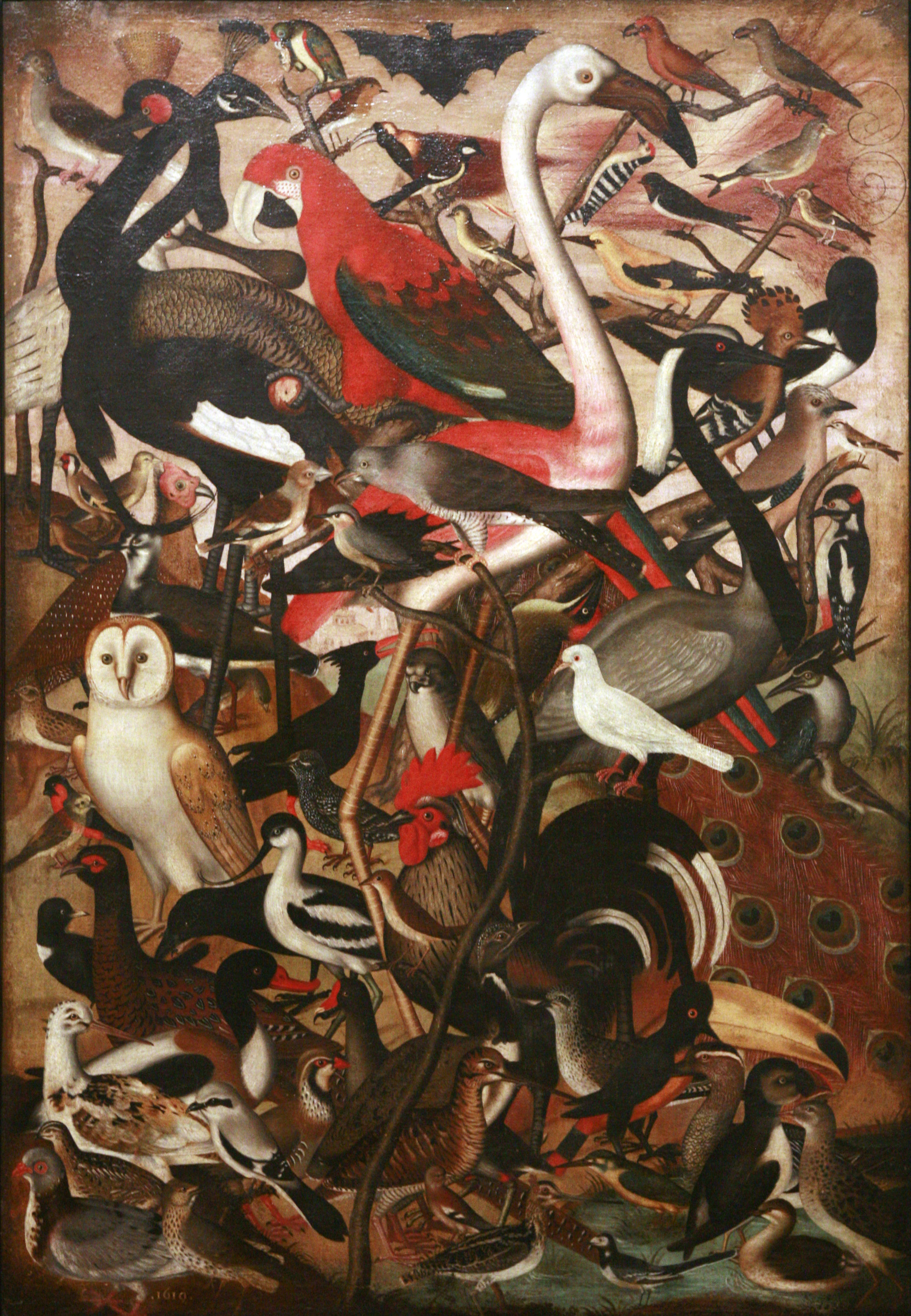
Vogels (anoniem)
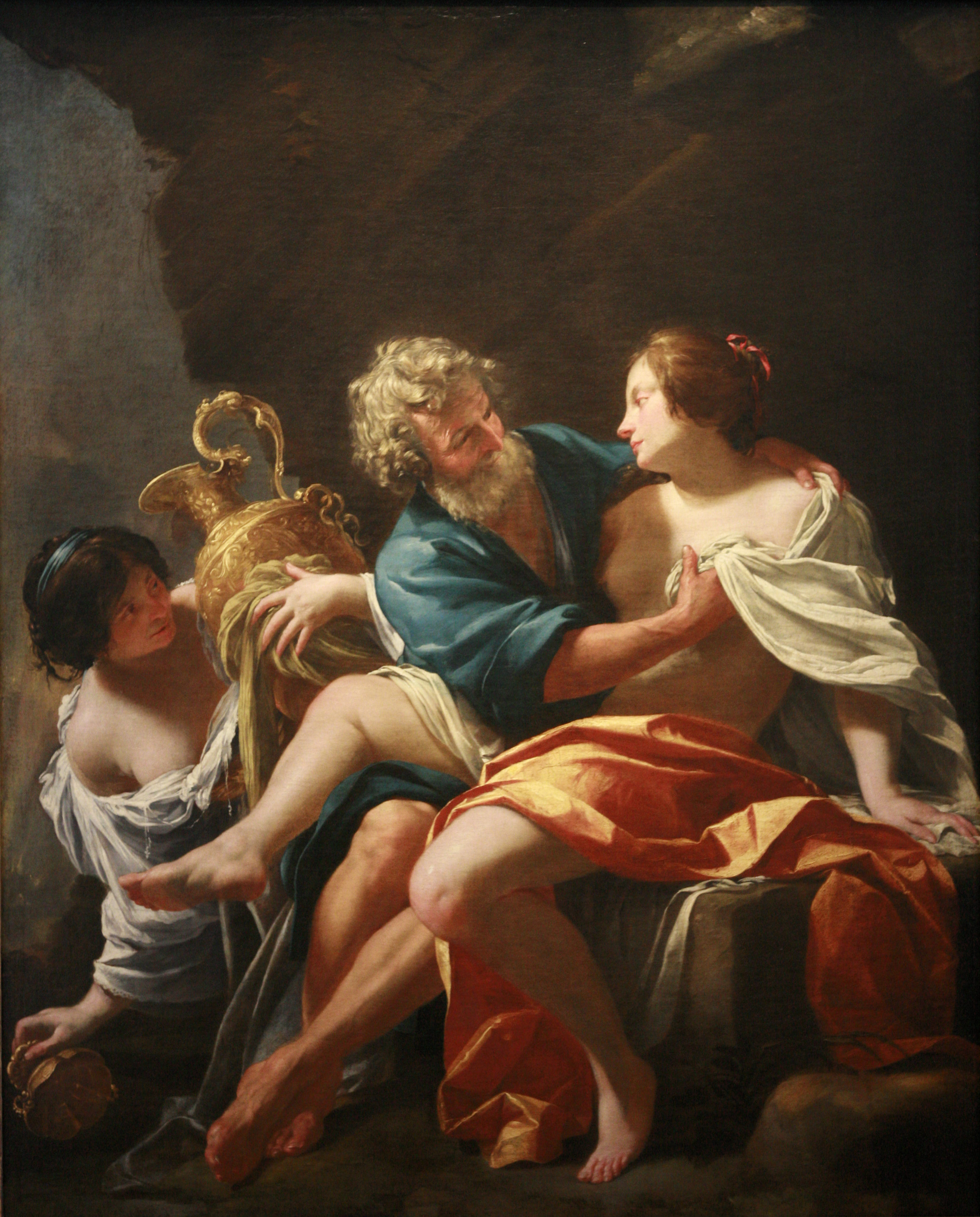
Lot en zijn dochters (Vouet)
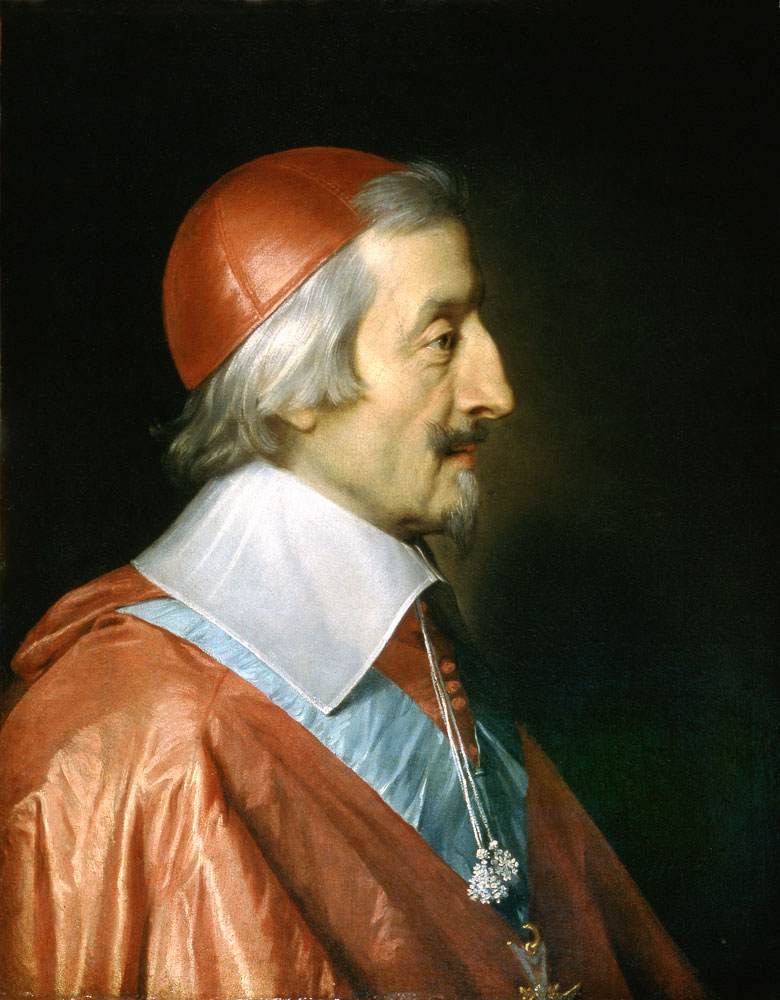
Richelieu (Champaigne)
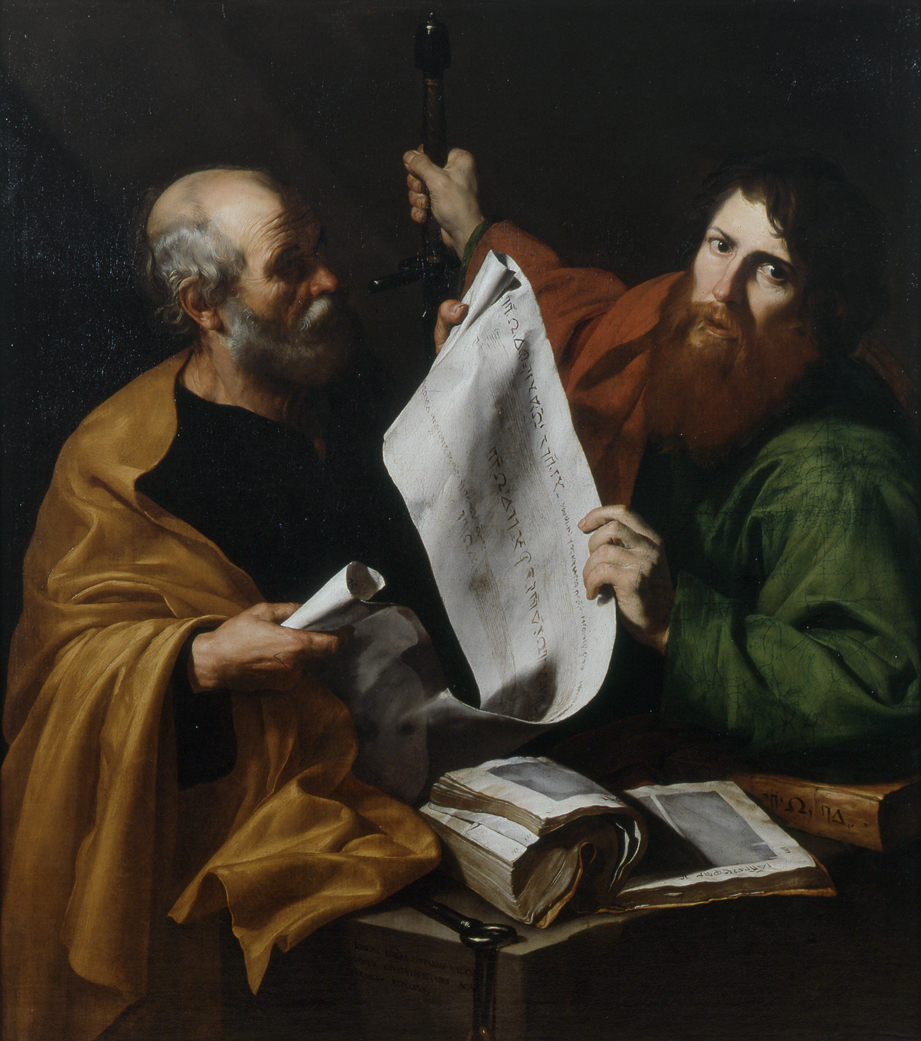
Petrus en Paulus (Ribera)
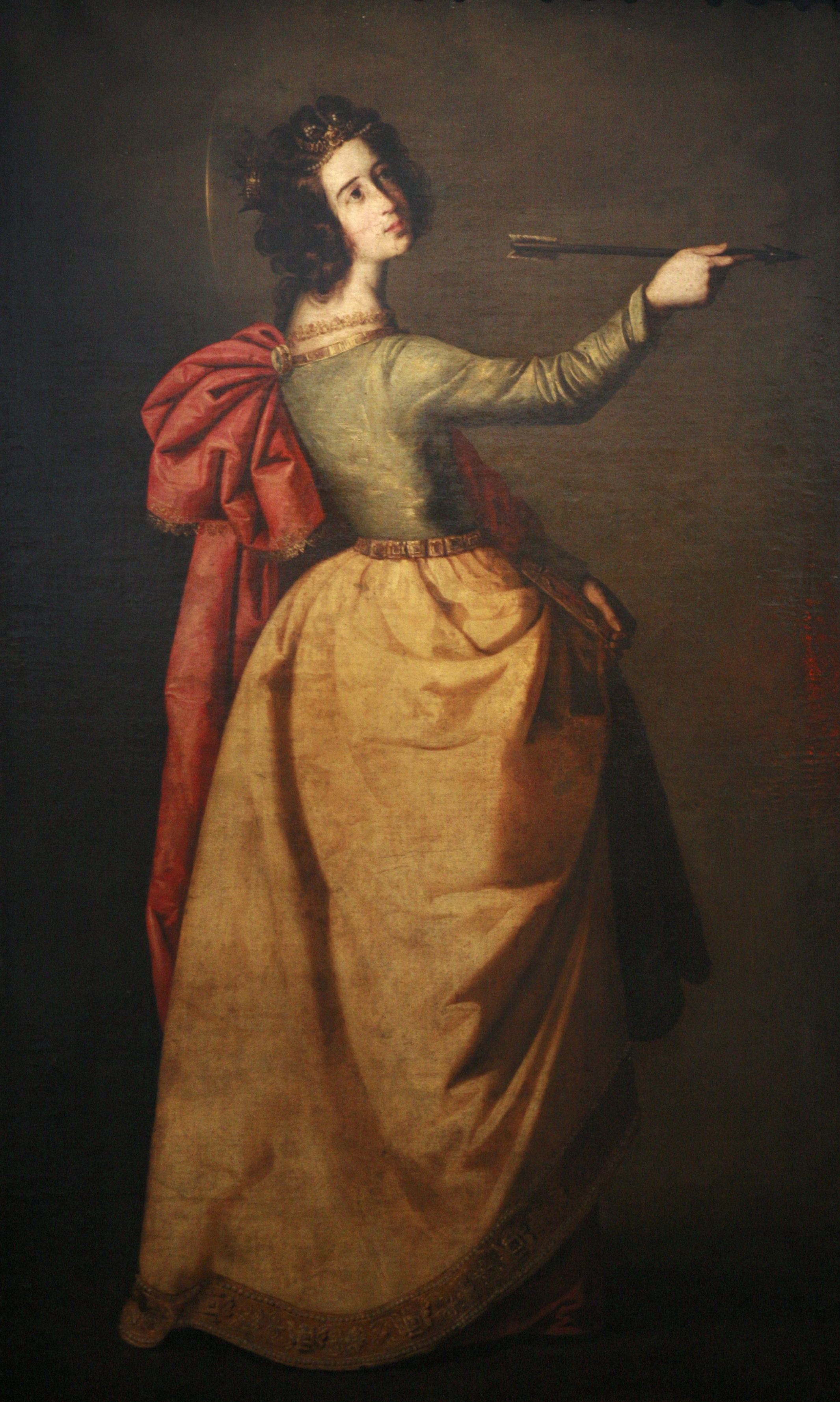
Sint-Ursula (Zurbarán)

De 18e eeuw opent met het icoon van het museum, het anonieme portret La Belle Strasbourgeoise door Nicolas de Largillière. Bij de aankoop in 1963 was nooit meer betaald voor een schilderij in een Frans museum. Ook het Zicht op Santa Maria della Salute en het Canal Grande, geschilderd door Canaletto rond 1727, wordt bij de topwerken gerekend. Uit Spanje wordt het Portret van Bernardo de Iriarte door Goya belicht.

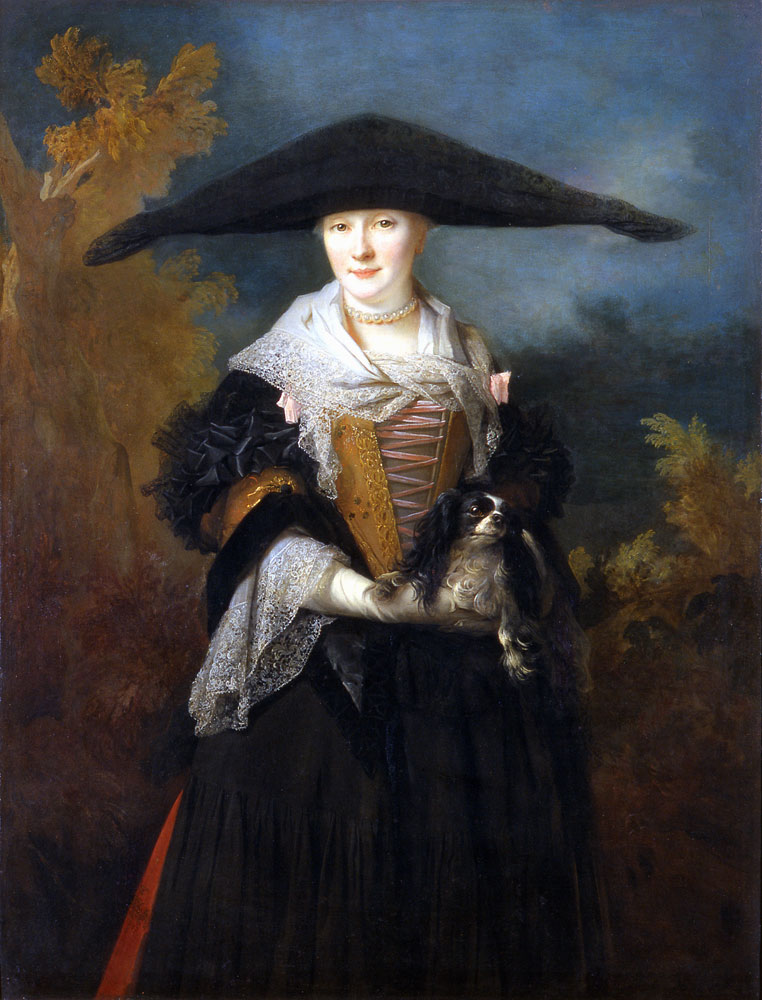
De schone Straatsburgse (Largillière)
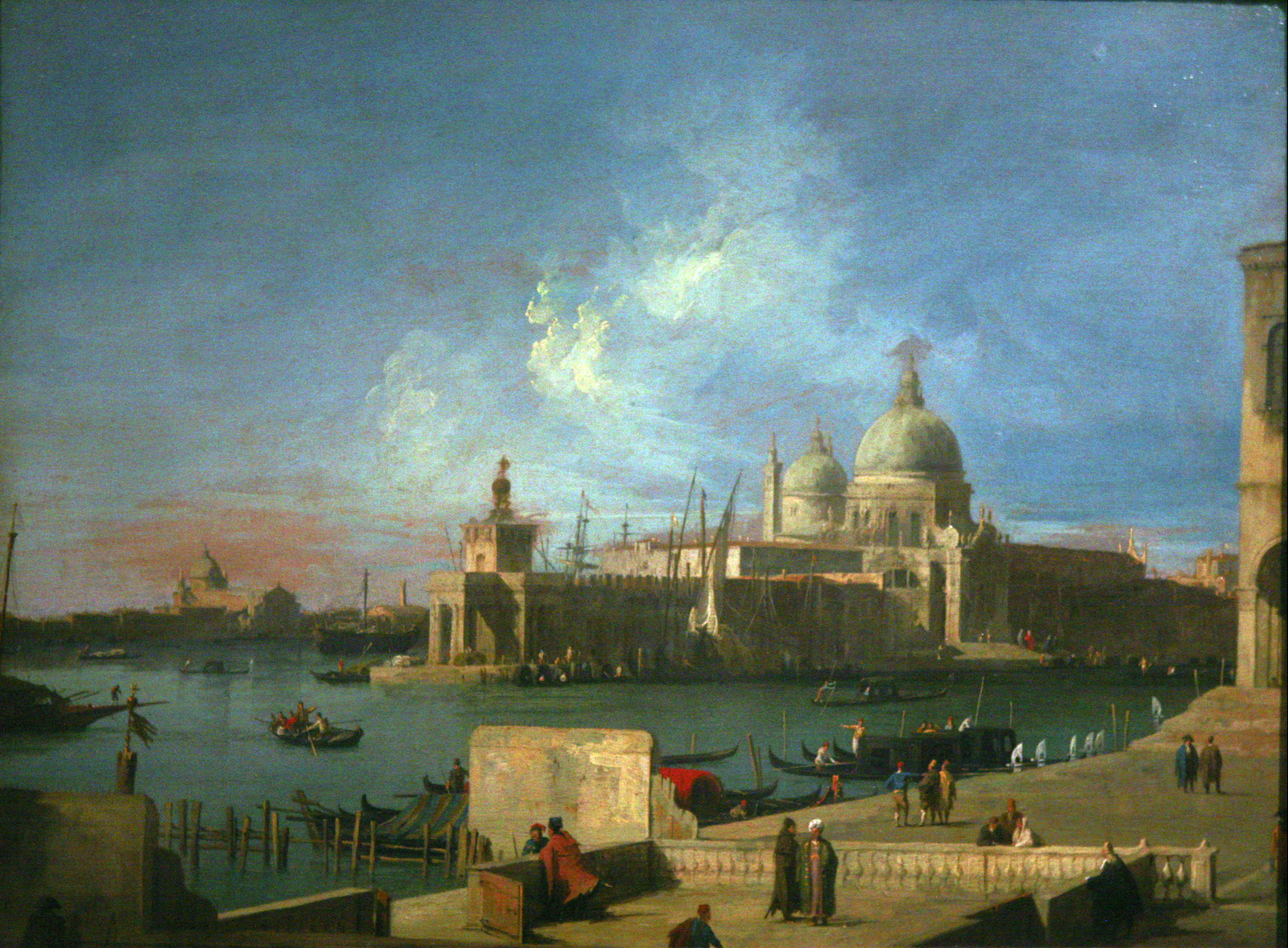
Canal Grande (Canaletto)
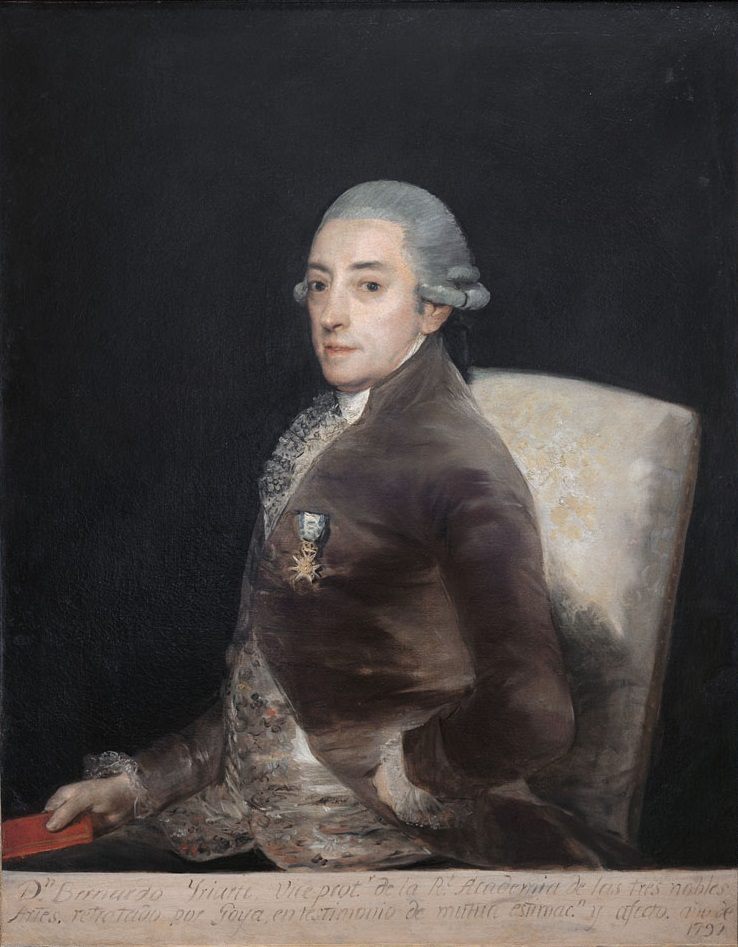
Portret van Iriarte (Goya)

In de zalen over de 19e eeuw zijn enkele romantisch-exotische werken van Théodore Chassériau te zien, zoals een doek over Ivan Mazepa en het kozakkenmeisje, of het oriëntalistische Moorse vrouw komt uit het bad in de serail (1849). Ook de evolutie van de Franse landschapskunst vóór het impressionisme is te volgen. Er hangt een atmosferisch werk van Gustave Courbet (La Vallée de la Loue par ciel d'orage) en de Société des amis des arts de Strasbourg kocht in 1863 met vooruitziende blik een landschap van Camille Corot. Ook Théodore Rousseau is met verschillende werken present.

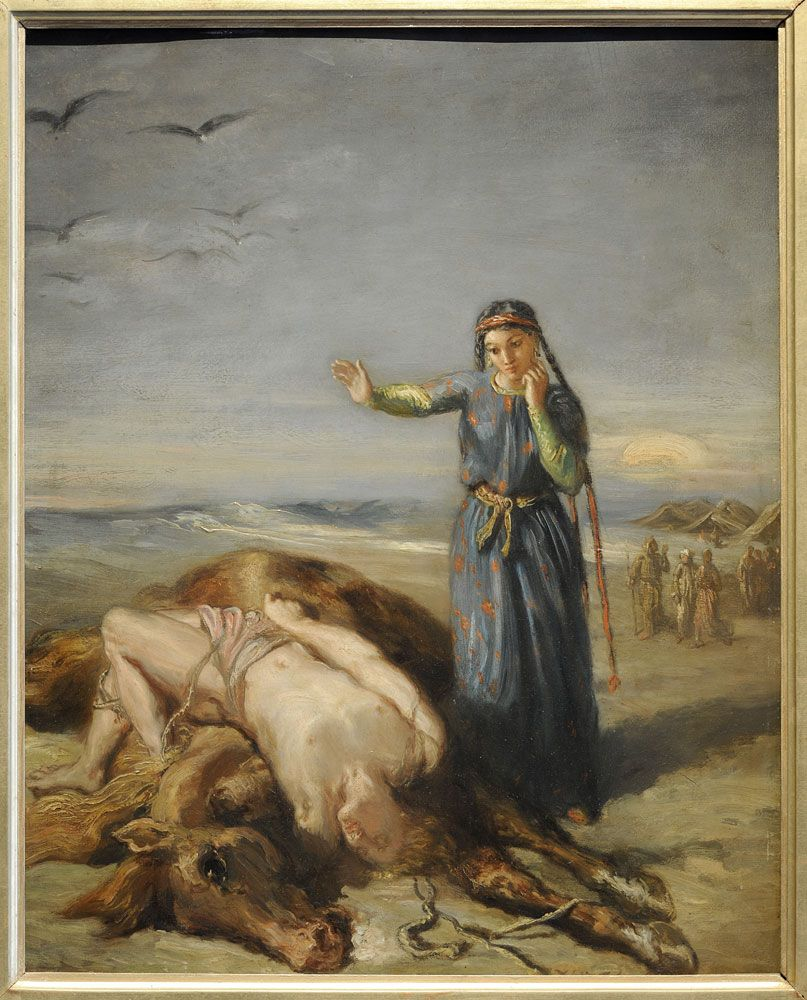
Mazepa (Chassériau)
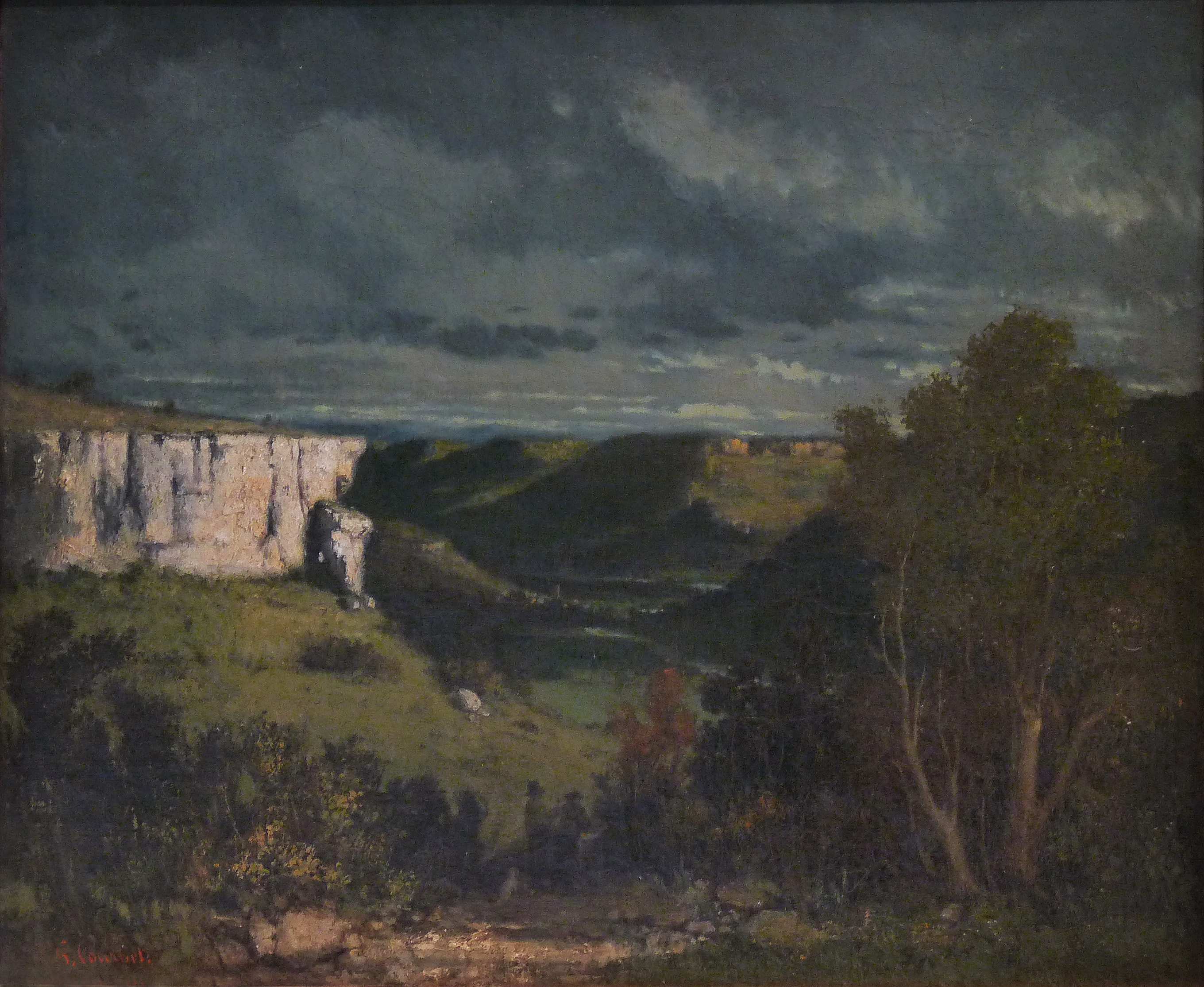
Vallée de la Loue (Courbet)
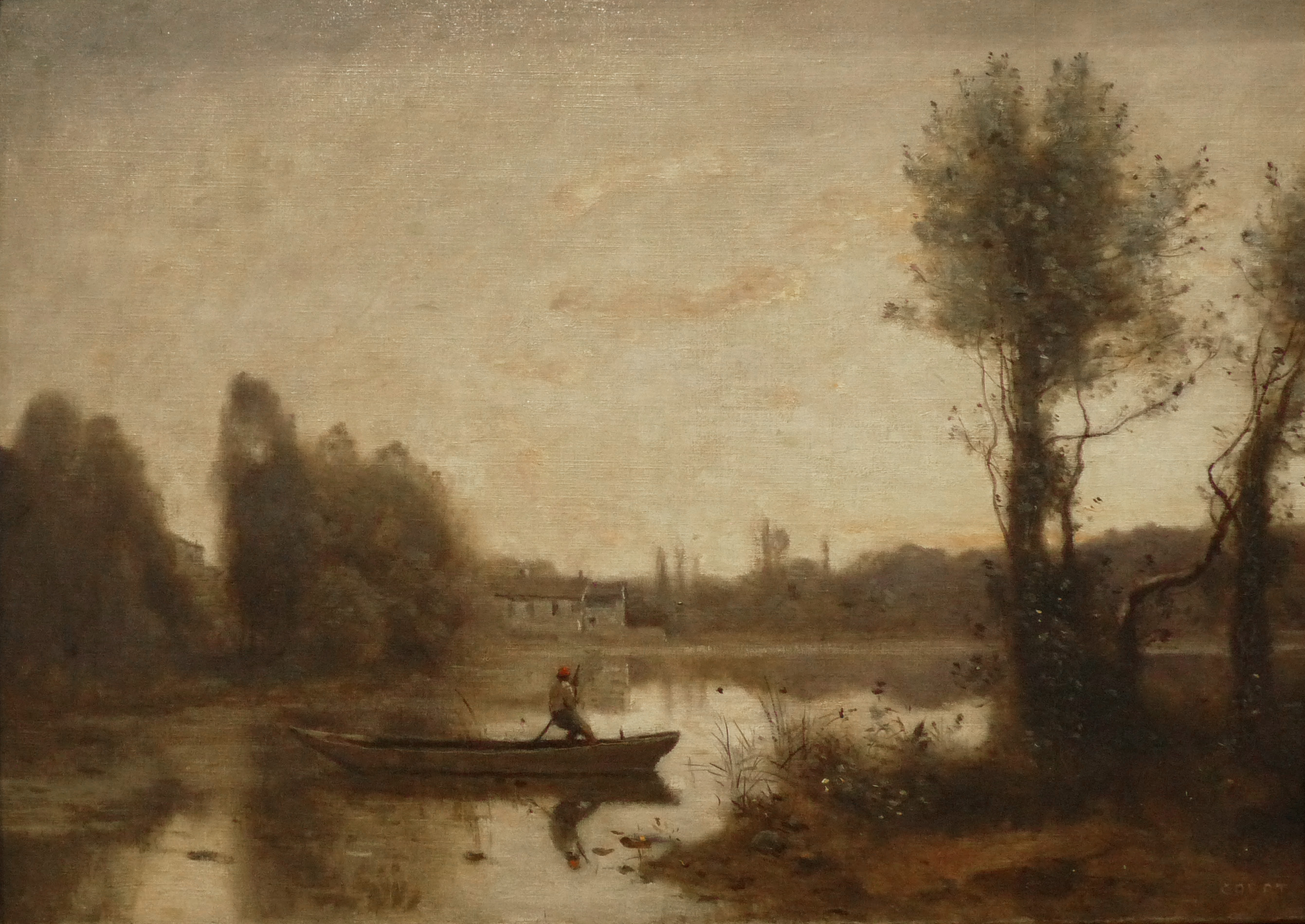
Ville d'Avray. Bootman op de vijver (Corot)
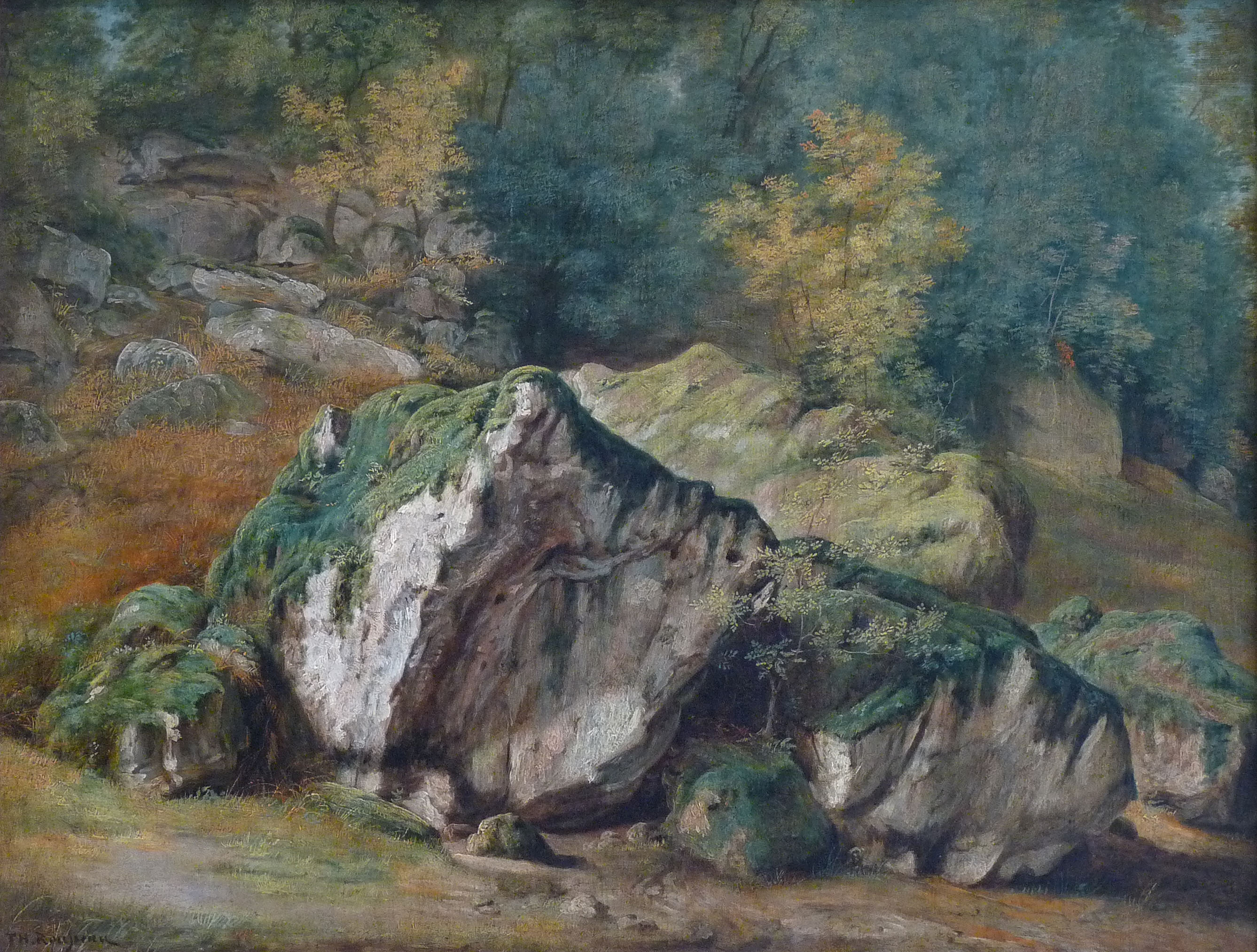
Etude de rochers et d'arbres (Rousseau)

## Voetnoten
1. ↑  Histoire du musée, musees.strasbourg.eu (geraadpleegd 21 december 2020)
2. ↑  Daaronder schilderijen van Perugino, Guercino, Jordaens (2), Salviati, Bassano, Correggio, Carracci, Veronese, Dosso Dossi, Valentin de Boulogne, Reni, Seghers, Savery, Ribera, Champaigne, Vouet, La Hyre, Lemoine, De Troy, Largilliere, Le Brun...
3. ↑  Histoire d'un réseau exceptionnel, musees.strasbourg.eu (geraadpleegd 21 december 2020)
4. ↑  Tessa Friederike Rosebrock, Kurt Martin und das Musée des Beaux-Arts de Strasbourg. Museums- und Ausstellungspolitik im 'Dritten Reich' und in der unmittelbaren Nachkriegszeit, 2011
5. ↑  Les donateurs du Musée des Beaux-Arts[dode link], musees.strasbourg.eu (geraadpleegd 21 december 2020)